# Národní park Gauja
Národní park Gauja (lotyšsky Gaujas nacionālais parks) je s rozlohou 918 km² největší národní park v Lotyšsku. Je také nejstarší, byl vyhlášen 14. září 1973. Nachází se v kopcovité oblasti zvané Livonské Švýcarsko nedaleko města Cēsis. Protéká jím řeka Gauja, podle níž je pojmenován. Park je rozdělen do pěti zón s různým stupněm ochrany.
Téměř polovinu rozlohy národního parku pokrývají lesy. Největším jezerem je Ungurs. Jsou zde četné pískovcové skály, které mají díky obsahu železa načervenalou barvu. Gutmanova jeskyně je největší jeskyní v Lotyšsku a je s ní spojena legenda o nešťastné lásce „Turaidské růže“. Na území parku je možno nalézt 900 druhů rostlin, 149 druhů ptáků a 48 druhů savců. Díky minimálním lidským zásahům do krajiny zde žijí chráněné druhy jako medvěd hnědý, vlk obecný, vydra říční, čáp černý a perlorodka říční.
Návštěvníci parku mohou absolvovat cestu na člunech s průvodcem. K turistickým atrakcím patří archeopark Āraiši, který je rekonstrukcí středověké dřevěné vesnice. Na dřevařskou tradici regionu navazuje také sochařský park Vienkoči. V Turaidě se nachází hrad Řádu mečových bratří ze 13. století. Barokní zámeček Ungurmuiža slouží jako muzeum. Nedaleko Līgatne byl zpřístupněn tajný bunkr určený pro sovětské funkcionáře.
V roce 2004 byl národní park Gauja zařazen do programu Natura 2000. 